# Willy Schroeders
Willy Schroeders (Sint-Agatha-Rode, Huldenberg, Brabante Flamenco, 9 de diciembre de 1932 - Woluwe-Saint-Lambert, 28 de octubre de 2017) fue un ciclista belga que fue profesional entre 1955 y 1965.
Durante su carrera profesional consiguió 35 victorias, destacando las 3 etapas conseguidas al Giro de Italia. Además de estos triunfos, el 1962 trajo durante 3 etapas el maillot amarillo del Tour de Francia.

## Palmarés
- 1955
  - 1º en la Bruselas-Lieja
- 1956
  - 1º en el Gran Premio del Brabant Való
  - 1º en el Circuito del Centro de Bélgica
  - 1º en el Circuito del Oeste de Bélgica y vencedor de 2 etapas
  - 1º en Puurs
  - 1º en Zellik
  - Vencedor de una etapa a los Tres días de Amberes
- 1957
  - 1º en el Gran Premio de la Villa de Zottegem
  - 1º en Den Bosch
  - 1º en Ninove
  - 1º en Mechelen
  - 1º en Haacht
  - 1º en Sint-Lambrechts-Woluwe
  - 1º en Hoegaarden
  - Vencedor de una etapa en la Volta a Cataluña
- 1958
  - 1º en Deinze
  - 1º en Mechelen
- 1959
  - 1º en el Gran Premio de las Ardenes
  - 1º en el Gran Premio del Brabant Való
  - 1º en Mechelen
  - 1º en Aalter
  - Vencedor de una etapa del Tour de Champagne
- 1960
  - 1º en las tres Villas Germanas
  - 1º en Wavre
  - 1º en Ninove
- 1961
  - 1º en Sint-Katelijne-Waver
  - 1º en Kumtich
  - Vencedor de 2 etapas al Giro de Italia
- 1962
  - 1º en el Gran Premio Ciudad de Vilvoorde
  - Vencedor de una etapa en el Giro de Italia
- 1963 
  - 1r en la Bruselas-Ingooigem
  - 1º en Kontich

### Resultados al Tour de Francia
- 1962. Abandona (14º etapa). Lleva el maillot amarillo durante 3 etapas
- 1963. Abandona (11º etapa)

### Resultados al Giro de Italia
- 1961. 13º de la clasificación general. Vencedor de 2 etapas
- 1962. Abandona. Vencedor de una etapa

### Resultados a la Vuelta a España
- 1963. 48.º de la clasificación general